# Cadre européen d'interopérabilité
Le cadre européen d'interopérabilité (en anglais, European Interoperability Framework ou EIF) est un ensemble de recommandations sur les communications informatiques entre les administrations, entreprises et citoyens dans l'Union européenne et entre les États membres.

## Cadre d'interopérabilité EIF version 1
EIF version 1.0 a été publié en novembre 2004.
Les obstacles non technologiques qui s'opposent à une adoption large d'EIF incluent le fait que les États-membres peinent à s'accorder sur les points suivants :
- Champ du gouvernement : services fournis, degré de propriété des entreprises, importance des forces armées, police et opérations de contrôle des frontières ;
- Structure du gouvernement : équilibre entre gouvernement central et local, quels ministères existent, comment les ministères interagissent ;
- Modèles d'interaction entre citoyens et État : processus relatifs à des événements-clés de la vie (naissances, mariages, décès) procédure de publications des documents, support des langues de l'Union.

## Cadre d'interopérabilité EIF version 2
Une ébauche de la version 2 de EIF a fait l'objet d'un débat politique, où les principaux problèmes technologiques et commerciaux concernent le rôle des groupes d'influence pour les logiciels propriétaires.
EIF 2 a été adopté par la Commission européenne en tant que Annex II - EIF (European Interoperability Framework) du Communication “Towards interoperability for European public services” le 16 décembre 2010.

## Nouveau cadre d'interopérabilité «New EIF»
Le 23 mars 2017, le programme ISA2 a produit une nouvelle version de EIF. Cette version a abandonné les numéros de version et s'appelle simplement « new EIF ». Elle devrait inclure les changements de règles des années passées.
La Commission européenne a communiqué ce cadre d'interopérabilité le 23 mars 2017 au Parlement européen, au Conseil, au Comité économique et social européen et au comité des régions.

### Objectifs du cadre européen d'interopérabilité
Les objectifs d'EIF sont :
- inspirer les administrations publiques européennes dans leurs efforts pour concevoir et mettre en œuvre des services publics européens continus aux entreprises et aux citoyens qui soient, autant que possible, numériques par défaut, transfrontaliers par défaut et ouverts par défaut ;
- Fournir une ligne de conduite aux administrations publiques pour la conception et la mise à jour de cadres d'interopérabilité nationaux (National Interoperability Framework, NIFs), ou des règles nationales, des stratégies et des lignes directrices promouvant l'interopérabilité ;
- contribuer à l'établissement du marché unique numérique (Digital Single Market DSM) en encourageant l'interopérabilité transfrontalière et intersectorielle pour la fourniture de services publics européens.

### Présentation générale
Le nouveau cadre européen d'interopérabilité (new EIF) comporte :
- Un modèle conceptuel ;
- 4 niveaux d'interopérabilité à considérer pour mettre en oeuvre les services publics européens :
  - Juridique,
  - Organisationnel,
  - Sémantique,
  - Technique,
- 12 principes fondamentaux d'interopérabilité ;
- 47 recommandations.

### Principes fondamentaux
Les 12 principes fondamentaux de l'EIF sont :
1. Subsidiarité et proportionnalité ;
2. Ouverture ;
3. Transparence ;
4. Possibilité de réutilisation ;
5. Neutralité technologique et portabilité des données ;
6. Approche centrée sur l’utilisateur ;
7. Inclusion et accessibilité ;
8. Sécurité et protection de la vie privée ;
9. Multilinguisme ;
10. Simplification administrative ;
11. Préservation des informations ;
12. Évaluation de l’efficacité et de l’efficience.

### Stratégie de mise en œuvre

#### Introduction
L’interopérabilité est un facteur essentiel de la transformation numérique. Elle permet aux entités administratives d’échanger par voie électronique, entre elles et avec les citoyens et les entreprises, des informations importantes de manière que celles-ci soient comprises par l’ensemble des parties. Elle touche à tous les aspects ayant une incidence sur la fourniture de services publics numériques dans l’Union, notamment :
- les questions juridiques, par exemple en garantissant que la législation n’impose pas de barrières injustifiées à la réutilisation des données dans différents domaines politiques ;
- les aspects organisationnels, par exemple en exigeant l’adoption d’accords officiels portant sur les conditions applicables aux interactions entre organisations ;
- les questions sémantiques/portant sur les données, par exemple en garantissant le recours à des descriptions communes des données échangées ;
- les défis techniques, par exemple en mettant en place les environnements de systèmes d’information nécessaires afin de permettre un flux ininterrompu de bits et d’octets.

#### Plan d'action
Le plan d'action pour l'interopérabilité comporte cinq domaines d'action :
1. Garantir la gouvernance, la coordination et le partage d’initiatives d’interopérabilité ;
2. Développer des solutions d’interopérabilité organisationnelles ;
3. Impliquer les parties prenantes et sensibiliser davantage à l’interopérabilité ;
4. Développer, entretenir et promouvoir les facteurs d’interopérabilité clés ;
5. Développer, entretenir et promouvoir des instruments qui soutiennent l’interopérabilité.

À titre d'exemple, dans le domaine d'action 4 (Facteurs d'interopérabilité clés), on trouve l'action 16 :

« Analyser le contenu des données informations (y compris les documents) des administrations publiques utilisées dans un cadre transfrontière ou intersectoriel et les schémas de métadonnées existants qui s'y rapportent. Identifier les obstacles empêchant la reconnaissance mutuelle, établir des correspondances et soutenir les efforts d’harmonisation. »